# Municipio de Mottville
El municipio de Mottville (en inglés: Mottville Township) es un municipio ubicado en el condado de St. Joseph en el estado estadounidense de Míchigan. En el año 2010 tenía una población de 1436 habitantes y una densidad poblacional de 27,83 personas por km².

## Geografía
El municipio de Mottville se encuentra ubicado en las coordenadas 41°47′17″N 85°42′41″O / 41.78806, -85.71139. Según la Oficina del Censo de los Estados Unidos, el municipio tiene una superficie total de 51.6 km², de la cual 50.03 km² corresponden a tierra firme y (3.05%) 1.57 km² es agua.

## Demografía
Según el censo de 2010, había 1436 personas residiendo en el municipio de Mottville. La densidad de población era de 27,83 hab./km². De los 1436 habitantes, el municipio de Mottville estaba compuesto por el 96.52% blancos, el 0.63% eran afroamericanos, el 1.04% eran amerindios, el 0.14% eran asiáticos, el 0.07% eran isleños del Pacífico, el 0.77% eran de otras razas y el 0.84% pertenecían a dos o más razas. Del total de la población el 1.81% eran hispanos o latinos de cualquier raza.